# Sutura esfenoparietal
La sutura esfenoparietal es una sutura del cráneo ubicada entre el hueso esfenoides y el hueso parietal.

## Imágenes adicionales
|                                                     |
| Localización de la sutura esfenoparietal (en rojo). |

| |
| Sutura esfenoparietal en el hueso esfenoides (en rojo). (Se han quitado los huesos parietales y el occipital). |

| |
| Vista lateral del cráneo. Sutura esfenoparietal en el centro, entre el hueso esfenoides (en amarillo) y el hueso parietal (en gris). |

|                                                                                  |
| Hueso cigomático izquierdo in situ. (Sutura esfenoparietal arriba a la derecha.) |